# Friedrich Völlinger
Friedrich Völlinger (* 2. Januar 1895; † 31. Dezember 1976) war ein deutscher Mediziner und Standespolitiker.

## Werdegang
Friedrich Völlinger war seit 1923 als Praktischer Arzt in Freising niedergelassen. Nahezu gleichzeitig begann seine Verbandstätigkeit im damaligen Deutschen Ärztevereinsbund. Während des Zweiten Weltkriegs diente er als Sanitätsoffizier in der Wehrmacht. Von 1952 bis 1972 war er Vorsitzender der Kassenärztlichen Vereinigung Bayerns.

## Auszeichnungen
- 1961: Großes Bundesverdienstkreuz
- 1964: Paracelsus-Medaille der deutschen Ärzteschaft
- 1972: Bayerischer Verdienstorden